# Argulus japonicus
Argulus japonicus är en kräftdjursart som beskrevs av Thiele 1900. Argulus japonicus ingår i släktet Argulus och familjen karplöss. Inga underarter finns listade i Catalogue of Life.

## Bildgalleri

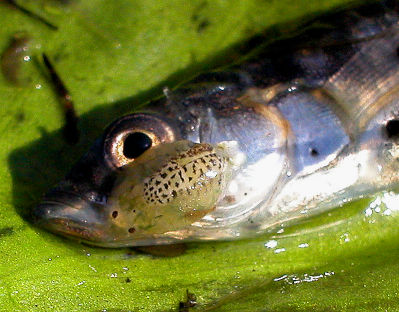